# Persönliche Schutzausrüstung gegen Absturz
Persönliche Schutzausrüstung gegen Absturz (PSAgA) wird benutzt, wenn eine technische oder organisatorische Absturzsicherung nicht möglich oder nicht hinreichend sicher ist.
Sie ist Teil der persönlichen Schutzausrüstung, die in Europa durch die Verordnung (EU) 2016/425 (PSA-Verordnung) mit unmittelbarem Gesetzgebungscharakter geregelt ist. Sie ersetzt ab dem 21. April 2018 die bis dahin geltende PSA-Richtlinie 89/686/EWG, die von den Mitgliedstaaten jeweils in nationales Recht überführt werden musste.
Die Verordnung über Sicherheit und Gesundheitsschutz bei der Benutzung persönlicher Schutzausrüstungen bei der Arbeit (PSA-BV) regelt die Anwendung in Deutschland. PSAgA muss von Beschäftigten (mit den Ausnahmen nach §1 Abs(3) PSA-BV) bei der Arbeit benutzt werden, wenn die Gefährdungsbeurteilung nach Betriebssicherheitsverordnung das Risiko eines Absturzes identifiziert.
Die Berufsgenossenschaften geben in ihren Vorschriften und Regeln Hinweise, ab welcher möglichen Absturzhöhe oder bei welchen Tätigkeiten eine Sicherungspflicht mit PSAgA besteht, sofern technische oder organisatorische Maßnahmen nicht greifen. So z. B. ab einer Höhe von null Meter über Medien, in denen man versinken kann (Wasser, Schüttgut), ab einem Meter Höhe an frei liegenden Treppenläufen, Wanddurchbrüchen, Absätzen und an Bedienungsständen von Maschinen und deren Zugängen, ab einer Höhe von zwei Metern an allen anderen Arbeitsplätzen. Die Anwendung wird in den  DGUV Regeln 112-198 Benutzung von persönlichen Schutzausrüstungen gegen Absturz und 112-199 Retten aus Höhen und Tiefen mit persönlichen Absturzschutzausrüstungen geregelt.

## Nutzungsvoraussetzungen
Die Benutzer von PSAgA müssen grundsätzlich unterwiesen und auf die spezifische PSA eingewiesen sein. Sie müssen einer arbeitsmedizinischen Vorsorgeuntersuchung (G 41.0) unterzogen werden. Zudem müssen die Unterweisungen in Theorie und Praxis jährlich aufgefrischt werden.
PSAgA muss in, durch eine Gefährdungsbeurteilung festgelegten, Intervallen einer Prüfung durch eine befähigte Person (nach TRBS 1203) unterzogen werden die dokumentiert werden muss. In der Regel beträgt die Prüffrist ein Jahr, Verlängerungen der Prüffrist müssen begründet und dokumentiert werden.  Die Ausbildung von befähigten Personen zur Prüfung von PSAgA richtet sich nach dem DGUV Grundsatz 312-906 Auswahl, Ausbildung und Befähigungsnachweis von Sachkundigen für persönliche Schutzausrüstungen gegen Absturz.

## Begriffsbestimmung

### Auffangsystem
Auffangegurte haben die Aufgabe, innerhalb eines Auffangsystems eine abstürzende Personen sicher aufzufangen und den gesamten Körper so zu unterstützen, dass er nach einem Absturz sicher gehalten wird. Dabei legen die europäischen Normen fest, dass der Körper nicht mit mehr als 6 kN Bremskraft belastet werden darf und nach dem Auffangen eines Sturzes in einem definierten Winkel zur Ruhe kommen muss. Auffanggurte werden zusammen mit weiteren Bestandteilen der PSAgA, wie z. B. Höhensicherungsgeräten, Falldämpfer oder mitlaufenden Fangausrüstungen eingesetzt, die nach EN 363 Persönliche Absturzschutzausrüstung – Persönliche Absturzschutzsysteme zertifiziert sein können, nicht aber müssen.

### Haltesysteme
Haltegurte sollen einen Anwender an einem Arbeitsplatz sicher halten und einen Absturz ausschließen. Zudem erfüllen sie ergonomische Anforderungen, indem sie belastungsarmes Arbeiten ermöglichen, wobei die Möglichkeit eines Absturzes auszuschließen ist. Haltegurte müssen der EN 358 Persönliche Schutzausrüstung zur Arbeitsplatzpositionierung und zur Verhinderung von Abstürzen - Gurte und Verbindungsmittel zur Arbeitsplatzpositionierung oder zum Rückhalten entsprechen. Haltesysteme werden üblicherweise in Verbindung mit einem Halteseil und einer Seileinstellvorrichtung verwendet.

### Teilsysteme
Auffang- und Haltesysteme bestehen normativ immer aus Teilsystemen. Ein Teil des Systems ist ein Auffang- oder Haltegurt, ein weiteres der Anschlagpunkt. Weitere Teilsysteme sind die Verbindungselemente zwischen Auffanggurt und Anschlagpunkt.  Teilsysteme dürfen herstellerunabhängig miteinander kombiniert werden, können aber nach EN 363 Persönliche Absturzschutzausrüstung – Persönliche Absturzschutzsysteme zertifiziert sein.

### Fangstoßkräfte
Ein Sturz, aufgefangen durch PSA gegen Absturz, verursacht je nach Sturzfaktor Auffangkräfte. Diese müssen auf ein für den Körper erträgliches Maß reduziert werden. Der durch europäische Normen vorgegebene maximale Fangstoß beträgt 6 kN. Dies gilt in Europa als die Kraft, die noch keine Verletzungen hervorruft.

### Hängetrauma
Ein Hängen im Gurt ist nur über eine begrenzte Zeit möglich. Längeres bewegungsloses Hängen kann zu irreversiblen Körperschäden und zum Tod führen. Die Beeinträchtigung der Funktion lebenswichtiger Organe des menschlichen Körpers hängt von vielen Faktoren ab, es können daher keine genaueren Zeitangaben gemacht werden. Die Berufsgenossenschaften begrenzen diese Zeit auf maximal 20 Minuten.

## Rettungsgewährleistung

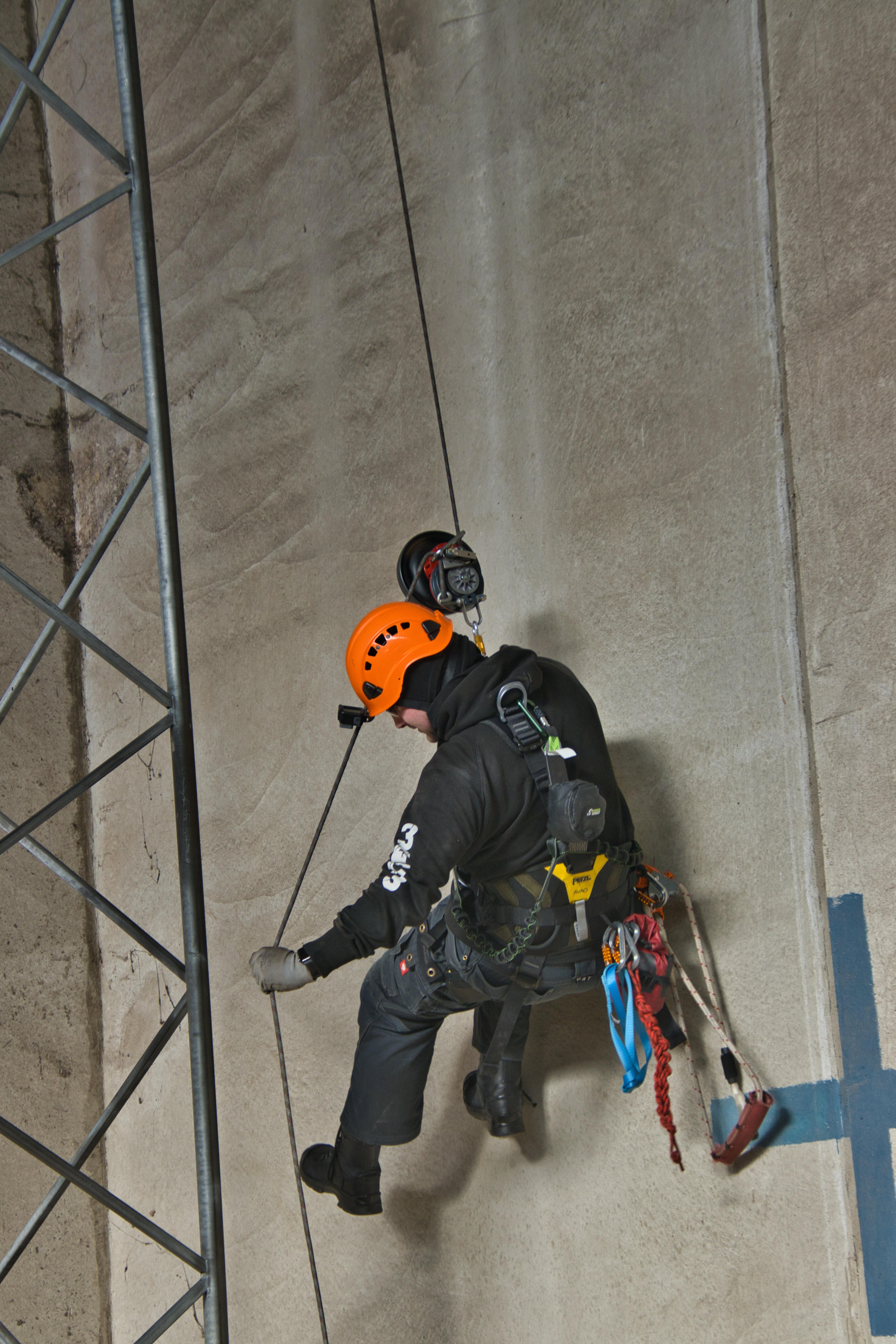
Abfahrt mit Rettungsgerät und Auffanggurt in der jährlichen Sicherheitsunterweisung

Die beschriebenen Gefährdungen erfordern von einem Unternehmen, das mit PSA gegen Absturz arbeitet, die Erstellung eines Rettungskonzeptes. Das Vorhalten von Abseilrettungsgeräten und/oder das regelmäßige Training mit Rettungsverfahren ist eine wichtige Sorgfaltspflicht jedes Unternehmens.
Bei der PSAgA-Anwendung kann es zu Situationen kommen, in denen ein Anwender aus verschiedenen Gründen hilflos im Auffang- oder Haltegurt hängen kann. Die Sicherstellung der Rettungsgewährleistung für Unternehmen ergibt sich aus der DGUV-Vorschrift 1, den Vorschriften für erste Hilfe und den berufsgenossenschaftlichen Regeln für die Anwendung von PSAgA.

## Erste Hilfe
Durch das mögliche Hängetrauma wurde lange Zeit eine Hock- oder Kauerstellung nach der Rettung gelehrt. Dies wurde jedoch spätestens 2018 revidiert. Gerettete Personen sind, sofern bei Bewusstsein, in einer ihr selbst angenehmen Lage zu betreuen, im Falle der Bewusstlosigkeit (aber bei intakten Vitalfunktionen) in die stabile Seitenlage zu bringen.